# Bruce Grobbelaar
Bruce David Grobbelaar, né le 6 octobre 1957 à Durban en Afrique du Sud, est un footballeur puis entraîneur zimbabwéen. Il évolue au poste de gardien de but du milieu des années 1970 à la fin des années 2000.
Après des débuts au Highlanders FC et une expérience canadienne aux Vancouver Whitecaps, il rejoint l'Angleterre et fait l'essentiel de sa carrière au Liverpool FC. Il remporte avec ce club la Coupe des clubs champions européens en 1984, six titres de champion d'Angleterre, trois coupes d'Angleterre et coupes de la Ligue. Il compte également trente-deux sélections avec le Zimbabwe.
Reconverti entraîneur, il dirige notamment le Zimbabwe, Hellenic FC et Supersport United.

## Biographie

### Sa jeunesse
Durant son adolescence, Bruce Grobbelaar est un bon joueur de cricket et partit aux États-Unis pour devenir joueur de baseball mais une carrière de footballeur est sa principale ambition. À l'âge de 17 ans, il signe au Highlands Park en Afrique du Sud mais il prétend avoir été mis à l'écart du fait qu'il était l'un des rares joueurs à la peau blanche dans l'équipe. Il effectue ensuite son service militaire, et passa deux années dans la Rhodesian National Guard. En 1979, il part au Canada pour évoluer au sein des Vancouver Whitecaps.

### Vancouver Whitecaps
Il y joue sous les ordres de Tony Waiters, ancien gardien de but du Blackpool FC et de l'équipe d'Angleterre de football. Au début remplaçant derrière l'ancien international anglais Phil Parkes, il devient vite une figure culte du club. En 1980, il rend visite à des amis de sa famille en Angleterre et reçoit un coup de fil de Ron Atkinson, qui souhaitait l'enrôler à West Bromwich Albion. Des problèmes pour obtenir un permis de travail ont fait capoter le transfert. Plus tard, il signe enfin en Angleterre à Crewe Alexandra FC. Il y joue 24 matches et y inscrit son unique but en tant que professionnel, un penalty lors de sa dernière apparition. Il fut aussi repéré par Tom Saunders, un recruteur du Liverpool FC.

### Liverpool
Avant de rejoindre les « Reds », il retourne à Vancouver après la fin de son prêt. Liverpool FC approche Tony Waiters qui donne son accord pour un transfert. Il rejoint ainsi les bords de la Mersey au début de l'année 1981 en tant que gardien de l'équipe réserve, mais devient titulaire dès l'été à la suite du départ de Ray Clemence pour Tottenham Hotspur FC.
De 1981 à 1994, il joue 628 matches pour Liverpool, et devient célèbre pour son style excentrique et flamboyant. En 1984, il remporte la Coupe d'Europe des Clubs Champions face à l'AS Rome aux tirs au but et devient le 1er joueur africain à remporter cette compétition. Lors de cette séance, deux scènes sorties de l'imagination de Grobbelaar sont restées célèbres. Lors du tir de Bruno Conti, il s'avance vers le but en souriant aux photographes et en faisant mine de manger les filets tels des spaghettis. Le tir passe au-dessus de la barre. Puis face à Francesco Graziani, il fait vaciller ses jambes tel un homme ivre, ce qui a certainement déstabilisé le tireur romain qui n'a pas marqué. Ce soir-là, il devient le premier joueur africain à remporter un tel trophée.
Bien qu'il soit critiqué pour quelques performances médiocres, Grobbelaar est retenu par trois des plus grands managers de Liverpool : Paisley, Fagan et Dalglish, sur une période de 13 ans.
Ils ont tous compris qu'il n'est pas qu'un simple showman, mais aussi un grand gardien de but. Au sujet de son comportement excentrique, il déclare qu'après avoir pris part à une guerre civile au Zimbabwe, le football ne doit pas être pris autant au sérieux. Ses points forts sont une grande agilité similaire à celle d'un gymnaste, et un moral d'acier. Il ne se privait pas pour enguirlander ses défenseurs au besoin, ce qui a laissé quelques scènes mémorables dans la postérité comme lorsqu'il s'en prit à Jim Beglin lors de la finale de la FA Cup en 1986. Au-delà de tout cela, il remporte bien plus de titres que tous ses contemporains, et il concurrence fortement son prédécesseur Ray Clemence pour une place dans le onze de tous les temps du club.
Bien qu'il soit plusieurs fois en concurrence à son poste, il est toujours le numéro un chaque saison, même après une méningite qui lui fit manquer la moitié de la saison 1988/1989. Seule la signature de David James, lui aussi assez charismatique dans son genre, sonne le glas de sa carrière chez les Reds, qui plus est à cause de son insistance pour continuer à jouer pour l'équipe du Zimbabwe de football. En 1992-1993, il ne prend part qu'à 6 matches et est même prêté à Stoke City. Les errances de James lui permettent de retrouver temporairement sa place de titulaire en 1993-1994. Son dernier match pour Liverpool FC est une défaite 2-0 face à Leeds United le 28 février 1994.

### Scandale des matchs truqués
Durant l'été 1994, Bruce Grobbelaar quitte Liverpool pour Southampton Football Club. La même année il est accusé par le tabloïd The Sun d'avoir truqué des matches au bénéfice d'un syndicat de paris, après avoir été filmé lors d'une discussion. Il est accusé de corruption, tout comme le gardien de Wimbledon F.C. Hans Segers, le buteur d'Aston Villa John Fashanu et l'homme d'affaires malaisien Heng Suan Lim. 
Grobbelaar plaide non coupable. Après deux tentatives successives face aux tribunaux, où le jury ne lui donne pas raison, lui et ses codéfenseurs sont relaxés en novembre 1997. Grobbelaar poursuit ensuite The Sun pour diffamation et est indemnisé de 85 000 livres. The Sun fait appel, et le cas est pris en charge par la Chambre des lords où il est constaté que bien que les accusations ne fussent pas prouvées, il n'y avait pas une volonté évidente de malhonnêteté. Les Lords ramènent l'indemnité à £1 symbolique et ordonnent à Grobbelaar de rembourser les frais judiciaires à The Sun, estimé à 500 000 livres. Grobbelaar, incapable de fournir une telle somme, fait alors banqueroute.

### Fin de carrière et reconversion
Grobbelaar part en Afrique du Sud où il entraîne de nombreuses équipes avec plus ou moins de succès. Il entraîne Seven Stars en 1999 et prend en main l'équipe alors qu'elle était relégable et la hisse quatrième. En 2001, il maintient l'équipe de Hellenic FC. Il est aussi brièvement entraîneur-joueur de l'équipe du Zimbabwe de football.
Grobbelaar a récemment déclaré qu'il « espère un jour retourner à Anfield en tant que manager du Liverpool FC » mais avec ses dettes et sa réputation entachée Outre-Manche, il est peu probable que cela se réalise. Il retourne en 2006 en Angleterre pour jouer dans un match de bienfaisance, un remake de la finale de la FA Cup version 1986 face à Everton FC, que Liverpool FC gagne 1-0.

## Palmarès
Vainqueur 
- Vainqueur de la Coupe des clubs champions européens en 1984
- Champion d'Angleterre en 1982, 1983, 1984, 1986, 1988, 1990.
- Vainqueur de la Coupe d'Angleterre en 1986, 1989
- Vainqueur de la League Cup en 1982, 1983 et 1984
- Vainqueur du Charity Shield en 1983, 1987, 1989, 1990 et 1991

 Finaliste 
- Finaliste de la Ligue des champions en 1985
- Vice-Champion d'Angleterre en 1985, 1989 et 1991
- Finaliste de la Coupe d'Angleterre en 1988
- Finaliste de la League Cup en 1987